# Polskie tango przedwojenne
Polskie tango przedwojenne – historia i kronika rozwoju tanga argentyńskiego w Polsce pomiędzy I a II wojną światową.

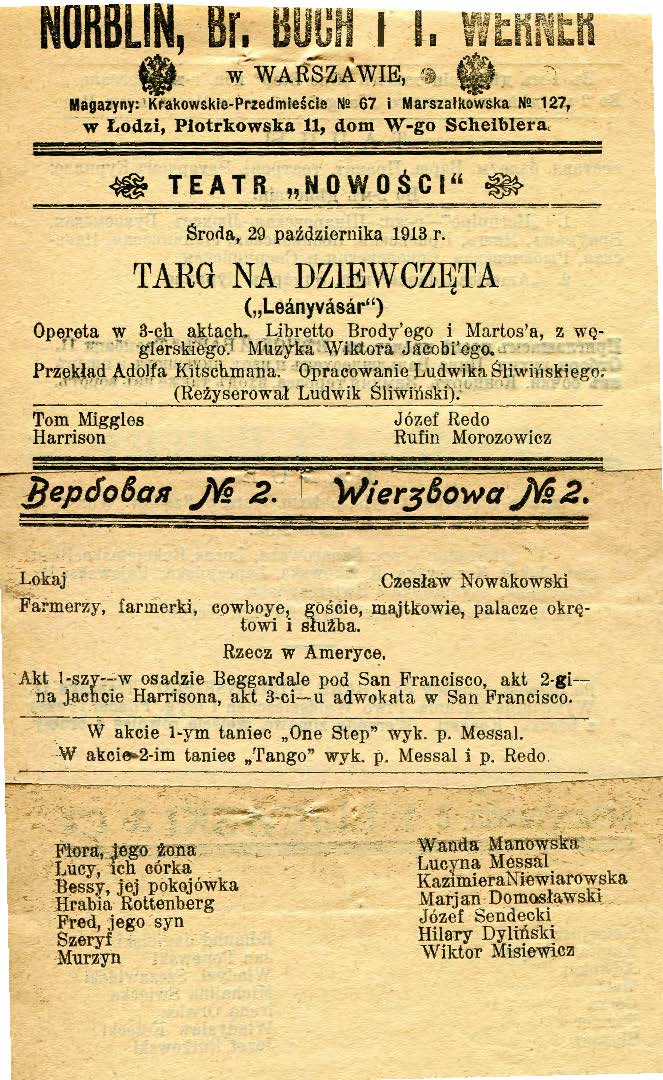
Reklama przedstawienia „Targ na dziewczęta” z 1913 roku

## Pierwsze tanga w Polsce
Tango dotarło do Polski głównie dzięki nagraniom gramofonowym, ale również poprzez artykuły prasowe i film.
W 1913 Tygodnik Illustrowany donosił niezupełnie prawidłowo o początkach tanga

Szalejący, rozbawiony, a uciekający przed widmem nudy świat tym razem do pampasów amerykańskich sięgnął po natchnienie, z nad brzegów La Platy zapożyczył takt nowego tańca i w jego upajającym wirze pogrążył chciwe nieznanych dreszczów tłumy. Namiętne matchiche, cake-walki murzyńskie, omdlewające walce, nawet apaszów brutalne rytmy umilkły wobec nowego władcy, a raczej kacyka mody choreograficznej. Kacykowi temu na imię “tango”. Krew w jego żyłach płynie argentyńska, brzmi wspomnieniami fandanga, dźwiga charakter melodyi hiszpańskich. Rodowód tej krwi łączy się niezawodnie z kompanami Diaza de Solisa, który pierwszy do brzegów La Platy dotarł. Czeredy awanturników hiszpańskich, złotego runa poszukiwaczy grały lasom dziewiczym, grały plemionom czerwonoskórych swe narodowe pieśni. W chwilach odświętnych szukały haszyszu w kole tanecznem, mocnej podniety dla stwardniałych w życiu surowem nerwów i uczuć. Te nieuczone dźwięki hiszpańskie zmieszały się z tubylczymi taktami, nasiąkły zaprawą wielorasowych osadników argentyńskich i wydały stylowego, na swój sposób, metysa – tanga.

i kontynuował

Warszawa nie lubi nigdy stać w tyle za Francyą, jeśli mowa nie o tej Francyi, która pracuje od rana do wieczora i gromadzi miliardy franków w kasach oszczędności, ale o tej, która się bawi. Z Warszawy do Paryża przecież tylko krok jeden. Na wielkich bulwarach zawsze można spotkać rodaka – częściej w Café de la Paix, niż w muzeach i galeryach. W tej 700,000 rzeszy cudzoziemców, z których Paryż francuski żyje, stały jest odsetek Polaków. Czyliż więc można dziwić się, że nie brak i tych, co przyjechali umyślnie, aby specyalnie studyować “tango”. I bądźmy ufni w ich zdolności i dobrą wolę. Nauczą się tańczyć dobrze, nie gorzej od Francuzów i wrócą do kraju, szczepić w nim kulturę z nad Sekwany.

Reklamowano w Polsce gorsety Le Tango (w firmie A la Sirene, W. Antoszewicz, Erewańska 4)
Istotną rolę we wprowadzeniu tanga w Polsce odegrał Edward Józef Kuryłło. Kuryłło interesował się nowoczesnym baletem i tańcem i wiele podróżował. Około roku 1913 najciekawsze i najoryginalniejsze pomysły pokazywał w Teatrze Nowości (operetka), którego dyrektorem był Ludwik Śliwiński.
Opracował choreografię wielu operetek i wprowadził na warszawską scenę najmodniejszy taniec w tamtym czasie – tango.

Edward Kuryłło jest też na zdjęciu w pozie tangowej z Polą Negri w polskim wydaniu nut „Régina-Tango” (kompozycja Aimé Lachaume)

. „Régina-Tango” było wykonywane przez Réginę Badet (1876-1949; aktorka i tancerka) w rewii Folies Bergère opracowanej przez Michela Carrégo i André Barde (muzyka: Aimé Lachaume).

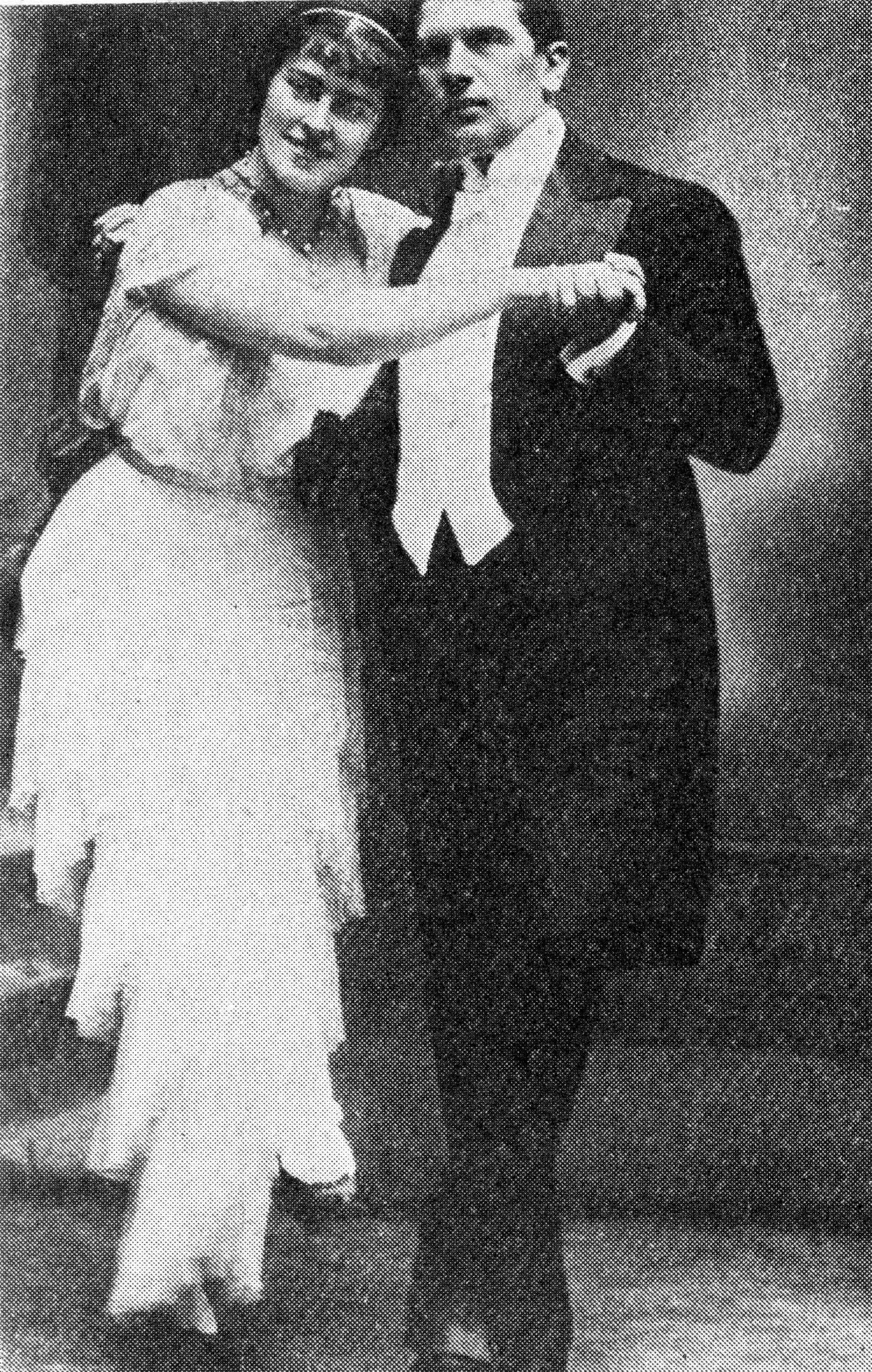
Lucyna Messal i Józef Redo w operetce „Targ na dziewczęta”

We wtorek 28 października 1913 na scenie Teatru Nowości w Warszawie w spektaklu Targ na dziewczęta Lucyna Messal i Józef Redo zatańczyli jedno z pierwszych tang publicznie (przypuszczalnie w choreografii Kuryłły). Operetka „Leányvásár” („Targ na dziewczęta”) to kompozycja węgierskiego kompozytora Victora Jacobi.
W przeddzień premiery w „Kurierze Porannym” napisano: „Od jutra Messalka z Redem rozpoczną uczyć bawiącą się Warszawę, jak się tańczy taniec tango. Przychodzi on do nas z Paryża, jak wszystkie mody, o kwartał spóźniony... Oczywiście nic na tym nie straciliśmy. Jak mówią, tango dostał się [sic!] do Paryża z Argentyny ...”. Wytwórnia Syrena Rekord wydała płytę [numer 1268 (3241, 3242)] z dwoma utworami z tejże operetki: „One-step” i „Tango Argentin”. Orkiestrą dyrygowała Anda Kitczmanówna.
Około roku 1919 aktor Karol Hanusz śpiewał w Warszawie „Ostatnie Tango” (Le dernier tango) z muzyką Emile Deloire. Były dwie wersje tego tanga, jedno z tekstem Stanisława Ratolda zaczynające się od „Tancerką była w pewnym kabarecie” (przypuszczalnie nuty wydane w 1920 roku) oraz drugi tekst napisany przez Andrzeja Własta
zaczynający się od „W Paryżu raz podróżnik z Paragwaju ...” (wydanie ok. 1916).

 Francuska wersja z 1913 roku była w repertuarze Georgiel oraz Torcom Bezazian. Francuski tekst został napisany przez Armanda Fouchera
, wersja rosyjska znana jest jako „Poslednee tango” lub „Pod znoinym nebom Argentiny”.

Dużo później, piosenkę miała w swoim repertuarze Ewa Demarczyk pod tytułem „Czerwonym Blaskiem Otoczona” (ze słowami Stanisława Ratolda).
Ostatnie tango (słowa St. Ratold, muz. Émile Doloire; ok. 1920)
Tancerką była w pewnym kabarecie,

rzeźbione kształty rozsiewały szał

Słynęła gwiazdą w całym modnym świecie

I rozniecała w wielbicielach czar.

Gdy raz tańczyła tango swe na scenie

Rozkoszą ciała budząc pragnień kruż ..
Le dernier tango (słowa Armand Foucher, muz. Émile Doloire; 1913)
C’est sous le ciel de Argentine

Où la femme est toujours devine

Qu’au son des musiques câlines

On danse le tango !

Et dans la pampa qui se teint

De mille feux la rude étreinte
W 1922 Stanislaw Ratold nagrał w Beka Grand Record polską wersję „Tango du reve” z muzyką Edouarda Malderena. Do 1925 roku tango w Polsce stało się równie popularne jak fokstrot czy walc. W Warszawie przedwojennej tańczono tango m.in. w założonej w 1931 roku Kawiarni Adria, występowała tam m.in. orkiestra Eduardo Bianco.
Kazimiera Niewiarowska w Marietcie tańczyła tango na olbrzymiej tacy umieszczonej na głowach ośmiu statystów.

Tanga używano w reklamie bielizny – tango śpiewane przez Mieczysława Fogga „Bo na to każdy się zgodzi mężczyzna”. koniaku – tango „Awin” w wykonaniu Chóru Juranda, proszku Kogutek – tango „Czy znasz kogutka”. słodyczy firmy Franboli – tango “Proszę skosztować” w wykonaniu Zbigniewa Rawicza, proszeku do prania – tango „Piosenka o Radionie”. kapeluszy – śpiewane przez Eugeniusza Bodo tango „Bez kapelusza z domu się nie ruszam”. futr Apfelbauma – tango Mieczysława Fogga „Coś na jesień, coś na zimę”. reklamy produktów tytoniowych – tango „Puść wszystko z dymem”. czy też papierosów Morwitan – tango wykonane przez Adama Astona „Morwitan- to nasz znak”.
W 1934 na Balu Towarzystwa Pomocy Ociemniałym Ofiarom wojny „Latarnia” w Hotelu Europejskim w Warszawie
w grupie zdobywców nagród w konkursie tanga zorganizowanego na balu byli Tilly-Ciechanowiecka i hr. Władysław Potocki, zdobywcy II nagrody: Zuzanna Kossakowska i hr. Jan Dembiński, oraz zdobywcy III nagrody: baronówna Dangel i Olgierd Missuna.

## Tanga argentyńskie i urugwajskie wykonywane w Polsce
W okresie międzywojennym niewiele tekstów tang argentyńskich (i urugwajskich) było bezpośrednio tłumaczonych na język polski a ich polskie odpowiedniki znacznie odbiegały od oryginału („Yira... yira”). W polskich wersjach modyfikowano czasami muzykę i akcenty językowe w tekście w stosunku do wersji oryginalnych („Nostalgias”).

### Yira... yira (nędzarz, nędzarz)
„Yira... yira” (Nędzarz, nędzarz) to tango z 1929. To jedno z najbardziej egzystencjalnych tang w historii zostało skomponowane i napisane przez Enrique Santos Discépolo w 1929. Polska wersja jest mniej dramatyczna i została napisana przez Mariana Hemara, który w 1931 do melodii „Yira... yira” napisał tekst zatytułowany „Musisz, musisz”. Tango to wykonywali m.in. Adam Aston i Hanka Ordonówna (Syrena Electro 3795, 1932 Adam Aston, 1932, Syrena Electro 3817).
Yira, Yira (tłumaczenie)
Kiedy fart jest jak dziwka

przegrałeś, przegrałeś

i będziesz tu sam.

Wtedy idziesz przed siebie

bez celu i zły na świat;

nie wierzysz już w prawie nic,

i nie masz co pić ...
Musisz, musisz (Marian Hemar, 1931)
Płacz i przeklinaj i szalej

To nic to nie szkodzi

inaczej nie będzie

Wiesz, że odnajdę cię wszędzie

że nie obroni cię nic

broń się i gniewaj i burz

zamykaj na klucz ...

### Nostalgias (Nostalgia)
Argentyńskie tango „Nostalgias” z 1936 jest jednym z najbardziej znanych obecnie tang argentyńskich. Na melodię „Nostalgias” śpiewane jest w Polsce „Jesienne tango” z tekstem Jerzego Jurandota z 1937 (wykonywane m.in. przez Mieczysława Fogga). Polski tekst odbiega od tekstu argentyńskiego.

### Mamá... yo quiero un novio (Santa Madonna)
To znane przedwojenne polskie tango ma rodowód urugwajski. Muzykę w 1927 skomponował Ramon Collazo. Polski tekst napisał w 1930 Marian Hemar. Maria Modzelewska (żona Hemara) śpiewała tekst „Santa Madonna” w kabarecie Qui Pro Quo. Oryginalna wersja tanga „Mamá... yo quiero un novio” opowiada o młodej dziewczynie zniecierpliwionej urugwajskimi bawidamkami; polski tekst zaczyna się od słów „Santa Madonna poratuj” i dotyczy zdrady.
Mamá... yo quiero un novio (muz.: Ramon Collazo)
Mama, yo quiero un novio

que sea milonguero,

guapo y compadron;

que no se ponga gomina

ni fume tabaco ingles,

que pa' hablar con una mina

sepa el chamuyo al reves ...
Santa Madonna (tekst: M. Hemar)
Santa Madonna poratuj

Wczoraj z Casablanki

wrócić miał mój mąż

Żeby tylko wrócił cało

Żeby zdrowiem tryskał z lic

Żeby mu się nie zdawało

Żeby mnie nie  pytał nic ...

## Polskie tanga
W 1925 roku Zygmunt Wiehler dla gwiazdy kabaretu Qui pro Quo Hanki Ordonówny skomponował tango „Nie dziś to jutro”. Od tego momentu tango w Polsce stało się niezwykle popularne.
W 1927 hitem było tango „Wanda” Andrzeja Własta z muzyką Jerzego Petersburskiego zaczynające się od „W szynkach Argentyny każdy zna ją, Bawi gości śpiewem tańcem i grą, Kto zapłaci temu odda swój czar ciała i usta żar, Z Polski ją sprzedano na życie złe, Każdy nią pomiata ...” – historia dziewczyny z Polski sprzedanej do Argentyny, gdzie nikt się nią nie przejmuje z wyjątkiem gitarzysty, który szepce do niej „święta, czysta”. Wandę wykonywała Stanisława Nowicka zwana „Królową Tanga”. Historia Wandy mogła być odzwierciedleniem afery Cwi Migdal; organizacji, która poddała swej kontroli domy publiczne w Argentynie i sprowadzała kobiety (najczęściej pochodzenia żydowskiego) z Polski.
W 1929 Zizi Halama i Tadeusz Olsza w jednej ze scen tanga „Złota pantera” w rewia „1000 pięknych dziewcząt” w Teatrze „Morskie Oko” w Warszawie.

W początkach lat 30. polskie tango stawało się jednak coraz bardziej niezależne od kompozycji spoza kraju. Lata 30., według Jerzego Płaczkiewicza, można zaliczyć do okresu największego rozkwitu polskiego tanga.
Przełom nastąpił w 1929, kiedy Jerzy Petersburski skomponował „Tango milonga”. Utwór ten, z niemieckim i angielskim („Oh, Donna Clara”) refrenem, stał się światowym przebojem.
W 1929 Władysław Dan wraz z grupą pięciu młodych muzyków zdecydował się zaśpiewać tanga po hiszpańsku. Występ rozpoczynała „Plegaria” Eduardo Bianco, a kończył utwór „Mamita mía” Enrique Delfino. Władysław Dan napisał na ten koncert dwa tanga: „Siempre querida” oraz „Liana”. Grupa Daniłowskiego, która pierwotnie nosiła nazwę Coro Argentino V. Dano później występowała już jako Chór Dana.
Na przełomie lat dwudziestych i trzydziestych jednym z najpopularniejszych wykonawców był Tadeusz Faliszewski – najbardziej płodny wykonawca okresu międzywojennego, który dokonał nagrań ponad 2000 piosenek. Jako wokalista występował razem z Adamem Astonem i Tadeuszem Sas-Jaworskim w niezwykle popularnym Chórze Warsa, związany był również z warszawskimi teatrzykami rewiowymi Morskie Oko i Nowy Ananas. W latach 1929–1930 kierował kinoteatrem Hollywood, a później założył własny kabaret literacki Rajski Ptak. Śpiewał m.in. „Tango andrusowskie”, „Piękny gigolo” (z muzyką Leonello Casucci), „Gdzie twoje serce”, „Szkoda twych łez dziewczyno”, „Adieu, kochanko ma”.
Wśród innych wykonawców tanga należy wymienić: Stefana Witasa, Mieczysława Fogga, Alberta Harrisa, Janusza Popławskiego. Janusz Popławski śpiewał tango „Czy pamiętasz tę noc w Zakopanem” w noc sylwestrową 1936/1937. Jedną z ostatnich piosenek tamtego czasu były „Chryzantemy złociste” śpiewane przez Janusza Popławskiego.
Do najbardziej znanych autorów słów należał Andrzej Włast, ale teksty tang pisali też poeci: Marian Hemar, Julian Tuwim, Jerzy Jurandot.
Syrena Rekord, największe przedwojenne wydawnictwo fonograficzne, zarejestrowało ok. 2200 utworów w rytmie tanga.
Około 1937 Bolesław Leśmian napisał wiersz „Tango” (wydany pośmiertnie).

## Wykonawcy

### Wiera Gran
Wiera Gran „fascynowała słuchaczy pięknym niskim ... głosem”. Jednym z pierwszych nagrań Wiery Gran dla wytwórni płyt Syrena Rekord było tango „Orchidea” z amerykańskiego filmu Karioka. Muzykę tego utworu, który w oryginale nosił tytuł „Orchids in the Moonlight”, skomponował Vincent Youmans. Oryginalny tekst autorstwa Gusa Kahna i Edwarda Eliscu przetłumaczył w 1935 na język polski Jerzy Ryba, popularny przed II wojną autor tekstów piosenek rewiowych i filmowych.
Orchidea. Muzyka: Vincent Youmans
When orchids bloom in the moonlight

And lovers vow to be true

I still can dream in the moonlight

Of one dear night that we knew

When orchids fade in the dawning

They speak of tears and good-bye

Though my dreams are shattered

Like the petals scattered

Still my love can never die...
Tekst polski: Jerry (Jerzy Ryba)
Gdy orchidea rozkwita

W czarowną gwiazdzistą noc

da się z twych oczu czytać

tych zaklęć prawdę i moc

i choć kwiat więdnie o świcie

nie myśl o smutku i łzach

Miast szukać w nas wspomnień

Myśl nocy tej o mnie

Jak o tobię myślę ja...
Było to w okresie przedwojennym jedno z nielicznych dość wiernych tłumaczeń tekstu obcego tanga, będąc jednocześnie przykładem wielorakich wpływów na kształtowanie się tanga polskiego – tu: wpływu muzyki filmowej.